# Medical-Nikkor

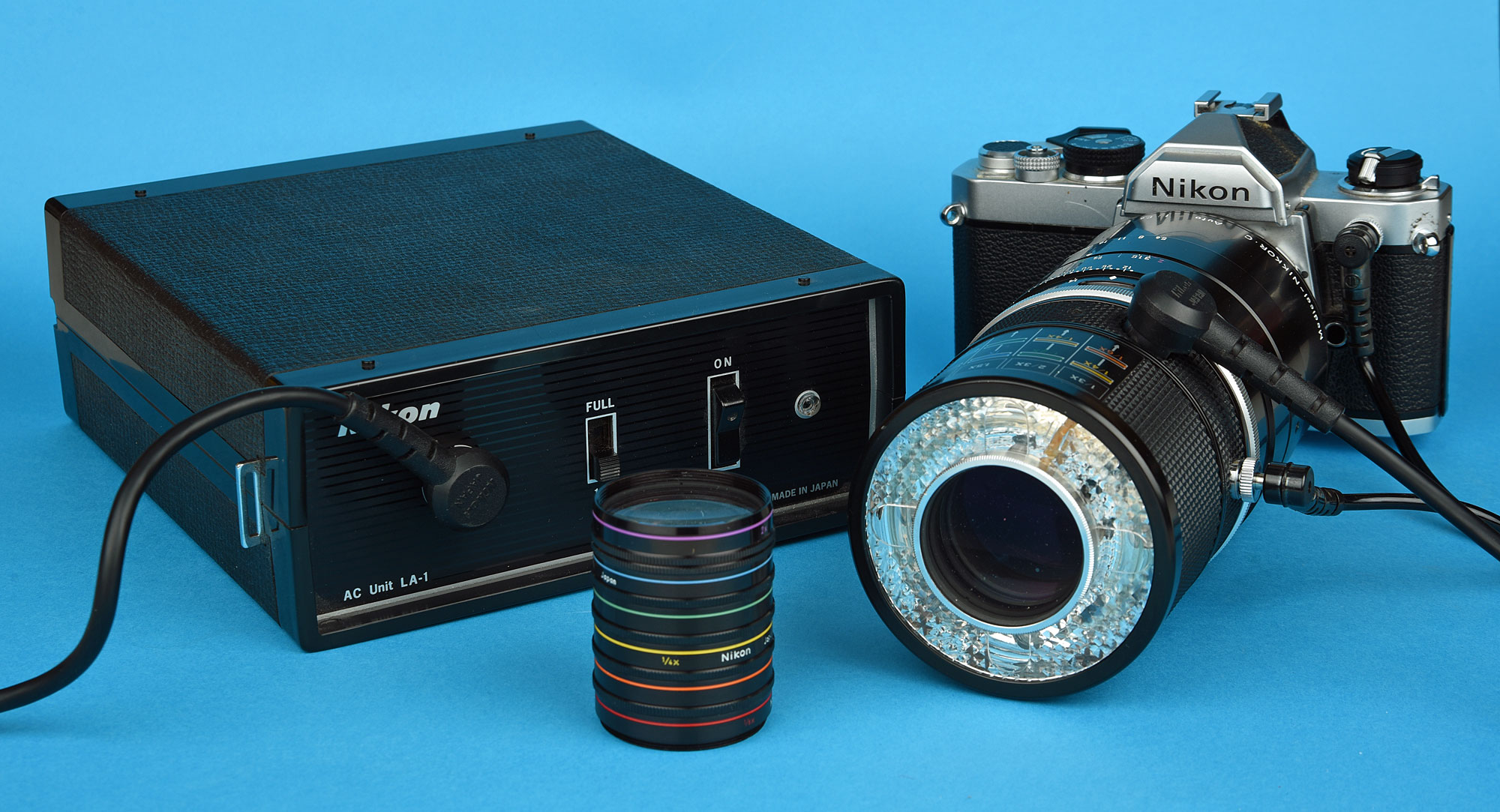
Medical Nikkor

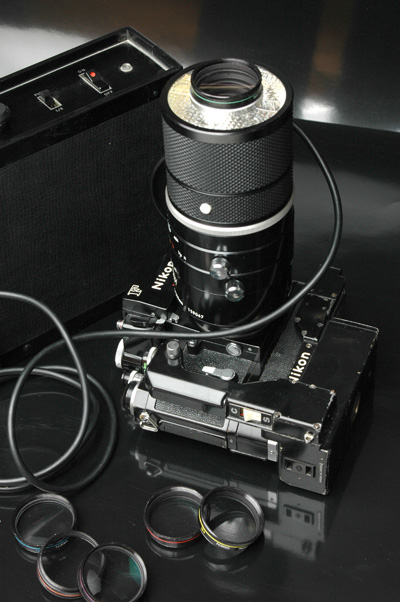
Un Medical-Nikkor de 2e génération, avec ses bonnettes.

Le Medical-Nikkor est un objectif photographique, destiné à être utilisé dans le domaine médical et celui des sciences naturelles, commercialisé à partir de novembre 1962 par la marque Nikon. Il est le premier objectif avec flash au xénon incorporé.

## Généralités
Comme son nom l'indique, cet objectif est conçu pour une utilisation dans le cadre médical pour des photographies de chirurgie ou d'odontologie. La focale de 200 mm permet de photographier d'assez loin pour ne pas gêner le chirurgien ou ses aides et le flash annulaire donne un éclairage correct même si le sujet est au fond d'une cavité.
Par la suite il est utilisé dans d'autres domaines ou l'obtention d'un rapport de reproduction connu est indispensable.
L'objectif est doté d'un système permettant l'inscription sur le négatif du rapport de reproduction ou d'un numéro de prise de vue (de 1 à 38). La lumière destinée au marquage est prélevée sur celle générée par le flash. 
Destiné à produire des négatifs avec un rapport de grossissement constant ces objectifs ne sont pas munis de systèmes de mise au point. La netteté s'obtient en jouant sur la distance entre film et sujet. Un jeu de six bonnettes est livré avec l'objectif. Elles peuvent s'utiliser seules ou par deux pour obtenir divers rapports de grossissement et distances de mise au point.
La monture étant la F classique l'objectif peut se monter sur tous les reflex Nikon, la seule limitation étant l'obligation qu'il comporte en façade la prise coaxiale spéciale pour la connexion du câble de synchronisation du flash annulaire.
L'objectif, les bonnettes, l'alimentation du flash, les divers câbles et l'appareil sont contenus dans une mallette spéciale. Il est probable que le choix de l'appareil était laissé au client en fonction de son budget.

## Medical-Nikkor200mmf/5.6
Il existe deux versions du Medical-Nikkor 200 mm f/5.6. La première version est fabriquée de 1962 à 1972, la seconde de 1972 à 1984. Cette optique est ensuite remplacée par le Medical-Nikkor 120 mm f/4.
| Rapport de reproduction | Bonnettes   | Distance de mise au point en mm | Champ photographié en mm |
| ----------------------- | ----------- | ------------------------------- | ------------------------ |
| 1/15                    | Aucune      | 3350                            | 360 x 540                |
| 1/8                     | 1/8x        | 1780                            | 192 x 288                |
| 1/6                     | 1/6x        | 1336                            | 144 x 216                |
| 1/4                     | 1/4x        | 890                             | 96 x 144                 |
| 1/3                     | 1/4x + 1/6x | 635                             | 69 x 103                 |
| 1/2                     | 1/2x        | 446                             | 48 x 72                  |
| 2/3                     | 1/2x + 1/4x | 326                             | 35 x 53                  |
| 1/1                     | 1x          | 221                             | 24 x 36                  |
| 1.5/1                   | 1x + 1/2x   | 154                             | 17 x 25                  |
| 2/1                     | 2x          | 108                             | 12 x 18                  |
| 3/1                     | 2x + 1x     | 72                              | 8.4 x 12.6               |

### Première génération

#### Caractéristiques
- Ouverture maximum : 5,6
- Ouverture minimum : 45
- Formule optique : 3 groupes, 4 éléments et 6 bonnettes d’approche permettant, par combinaisons, d’atteindre les grossissements 1/15x – 1/8x – 1/6x – 1/4x – 1/3x – 1/2x – 2/3x – 1x – 2x et 3x
- Les bonnettes d’approche, au pas de 38mm, se vissent sur la lentille frontale de l’objectif.
- Monture F Nikon classique à baïonnette
- Pas de bague de mise au point (voir § Mise en œuvre)
- Flash annulaire intégré comprenant quatre lampes frontales de 2,5 volts pour faciliter la mise au point à très courte distance
- Flash annulaire au xénon de 60 watts – durée de l’éclair 1/500e de seconde – température de couleur : 6 000 K – Temps de recyclage : 12 – 13 secondes
- Un système permet d’inscrire dans le coin situé en bas à droite de la photo le rapport de grossissement choisi ou le numéro (de 1 à 39) de la photo.
- La source d’alimentation entrant dans le kit est en courant alternatif. Il existe, en option, une source en courant continu comprenant quatre piles de 1,5 volt (alimentant les quatre lampes de 2,5 volts) et une pile de 240 volts qui semble ne plus se faire.
- Le kit complet comprend l’objectif proprement dit, six bonnettes d’approche, un câble d’alimentation spécial haute tension, un bouchon avant et un bouchon arrière, un capuchon de sécurité à placer sur la griffe porte-accessoires (risque d’électrocution), quatre lampes à bulbe, une alimentation en courant continu, une sacoche, un câble de synchronisation
- Diamètre maximum : 8 cm
- Longueur : 16,85 cm
- Poids : 650 g

#### Mise en œuvre
- Mettre le capuchon de sécurité sur la griffe porte-accessoires
- relier le cordon d’alimentation 4-broches au boîtier d’alimentation et le cordon de synchronisation au boîtier sur lequel l’optique a été montée.
- Placer le tout sur un pied
- Mettre l’alimentation sur ON
- Approcher ou reculer l’optique jusqu’à ce que le sujet soit net (il n’y a pas de bague de mise au point). Si le sujet est très proche, appuyer sur le petit bouton blanc qui se trouve à l’avant de l’objectif pour l’éclairer
- Afficher la sensibilité du film utilisé
- Choisir un rapport de grossissement et l’afficher sur l’objectif. Si le grossissement est différent de 1/15x (pas de bonnette d’approche), visser sur la lentille frontale les bonnettes correspondantes
- Selon la sensibilité du film utilisé, la luminosité des annotations à inscrire dans le coin situé en bas à droite de la bague de réglage doit être positionnée de la façon suivante :
- * sur A pour les films N&B ≤ 32 ASA et les films couleurs ≤64 ASA
- * sur B pour les films N&B de 40 à 200 ASA et les films couleur de 80 à 400 ASA
- * sur C pour les films N&B ≥ 250 ASA et les films couleur ≥ 500 ASA
- * sur D pour ne rien inscrire
- déclencher, le diaphragme se fermera tout seul sur la bonne ouverture. C’est la raison pour laquelle la désignation complète de cette optique est Medical Nikkor Auto Lens 200 mm f :5.6
- Attendre que la lampe-témoin du flash s’allume pour passer à la photo suivante (12-13 secondes)
- Pour changer une des quatre lampes de 2,5 volts, débrancher l’alimentation pour des raisons de sécurité, puis dévisser la bague avant de l’objectif.

### Deuxième génération
Il y a très peu de différences entre les deux versions :
- le brochage du cordon d’alimentation ne compte plus que trois broches. Les boîtiers d’alimentation sont totalement incompatibles entre les optiques de 1re et de 2e génération
- les sérigraphies des combinaisons de lentilles rappelées sur la bague avant de l'objectif ne sont plus blanches, mais en couleur
- Possibilité de mettre le flash annulaire au quart de sa puissance ou en pleine puissance
- Le paramétrage du niveau de la lumière A, B, C ou D a disparu
- La formule optique comprend quatre éléments en quatre groupes

## Medical-Nikkor120mmf/4
Il a remplacé le 200 mm en décembre 1981. Il est plus compact, plus pratique et plus lumineux que son prédécesseur.